# Parafia św. Apostołów Piotra i Pawła w Bieszenkowiczach
Parafia św. Apostołów Piotra i Pawła w Bieszenkowiczach (biał. Парафія святых Пятра і Паўла ў Бешанковічах) – parafia rzymskokatolicka w Bieszenkowiczach. Należy do dekanatu lepelskiego diecezji witebskiej.

## Historia
W 1650 r. właściciel Bieszenkowicz Kazimierz Leon Sapieha ufundował drewniany kościół. W 1785 dzięki staraniom ks. Nestora Laskowskiego wybudowano nowy drewniany kościół pw. św. Kazimierza. W 1810 r. proboszczem był ks. Mateusz Rohozo, pełnił wówczas obowiązki dziekana siennieńskiego i nosił tytuł kanonika smoleńskiego. W 1849 r. obsługiwano kaplice w miejscowościach Wodopoje i Horni, a w 1869 r. w miejscowościach Wodopoje, Bezdziedołowicze, Swaratczyzna, Stołyżniki (pw. św. Antoniego). W ramach represji za powstanie styczniowe, jako podatek od majątku parafii, zapłacono w 1865 r. 7 rubli.
W 1876 r. w miejscu starego rozpoczęto budowę nowego kościoła św. Kazimierza i św. Rafała Archanioła. Środki pochodziły od proboszcza ks. Romualda Kiersnowskiego i ze składek.
W 1910 r. obsługiwano kaplicę w Wodopojach u P. Spasowskiego, oratorium w Boczajkowiczach u P. Ciechowskiego oraz kaplicę w Czaśnikach. Znaczny wzrost parafian nastąpił po uruchomieniu papierni przez Wincentego Wołodkowicza w Iwańsku, ponieważ pracowało w niej wielu katolików.
W latach 1908–1919 proboszczem był ks. Stanisław Cybulewicz, który zasłużył się dla parafii. Jako proboszcz parafii w Ule był prześladowany przez władze sowieckie. Po trzecim aresztowaniu został oskarżony o „kierowanie kontrrewolucyjną, nacjonalistyczną bandą i o organizowanie masowych wystąpień Polaków” i 22 września 1937 r. skazany na śmierć. Został zamordowany w więzieniu.
W 1923 r. parafia nie ma obsady personalnej, ale znajduje się pod opieką ks. Stanisława Cybulewicza, który mieszkał wówczas przy kościele w Ule.
29 lipca 1945 r. katolicy z rejonu bieszenkowickiego wysłali list do Michaiła Kalinina prosząc o zgodę na przyjazd do nich ks. Józefa Borodziuli, byłego proboszcza parafii w Bieszenkowiczach, który po odbyciu wieloletniego wyroku w łagrach, przebywał w miejscowości Taczak w Kraju Krasnojarskim na Syberii. Otrzymali odpowiedź negatywną. W latach 60. XX w. kościół został zniszczony przez sowietów. Po powstaniu Republiki Białorusi ks. Mieczysław Janczyszyn doprowadził do rejestracji Kościelnego Komitetu i wznowienia w 1997 r. nabożeństw katolickich poprzez odprawianie liturgii w prywatnych domach. Pierwsza Msza Święta odbyła się w domu Anny Nowikowej.
10 sierpnia 2000 r. zarejestrowano reaktywowaną parafię św. Apostołów Piotra i Pawła. Ks. Kazimierz Gwozdowicz zamieszkał w domu na peryferiach miasteczka, a w samej miejscowości rozpoczęła prace wspólnota sióstr Urszulanek, która zamieszkała w bloku obok szkoły (przy ul. Internacjonalnej), co ułatwiało prowadzenie katechizacji. Na początku adaptowano do celów kultu stary drewniany budynek mieszkalny i odprawiano w nim niedzielne i świąteczne msze św., przed nim ustawiono drewniany ozdobny „litewski krzyż”. W latach 2001–2003 proboszczem parafii był ks. Aleh Butkiewicz, późniejszy biskup diecezji witebskiej. Na potrzeby kościelne wykupiono wówczas nowy budynek przy ul. Uryckiego, bliżej centrum miasta (naprzeciw cerkwi), a obok zamieszkały siostry Urszulanki.
2 października 2011 r. przy udziale biskupa Władysława Blina i proboszcza ks. Sławomira Samkowicza wmurowano kamień węgielny nowej świątyni położonej przy ul. Engelsa 11. 29 czerwca 2019 r. kościół uroczyście poświęcił biskup ks. Aleh Butkiewicz.
Plebania parafialna znajduje się przy ul. Internacjonalnej 4, a kaplica przy ul. Uryckiego 5.
W mieście istniała unicka parafia św. Piotra i Pawła, która w 1837 r. liczyła 1530 wiernych. Na kiermasz pietropawłowski zjeżdżało co roku do 5 tysięcy osób.

## Demografia
Liczba katolików, wiernych parafii, w poszczególnych latach.

## Proboszczowie parafii

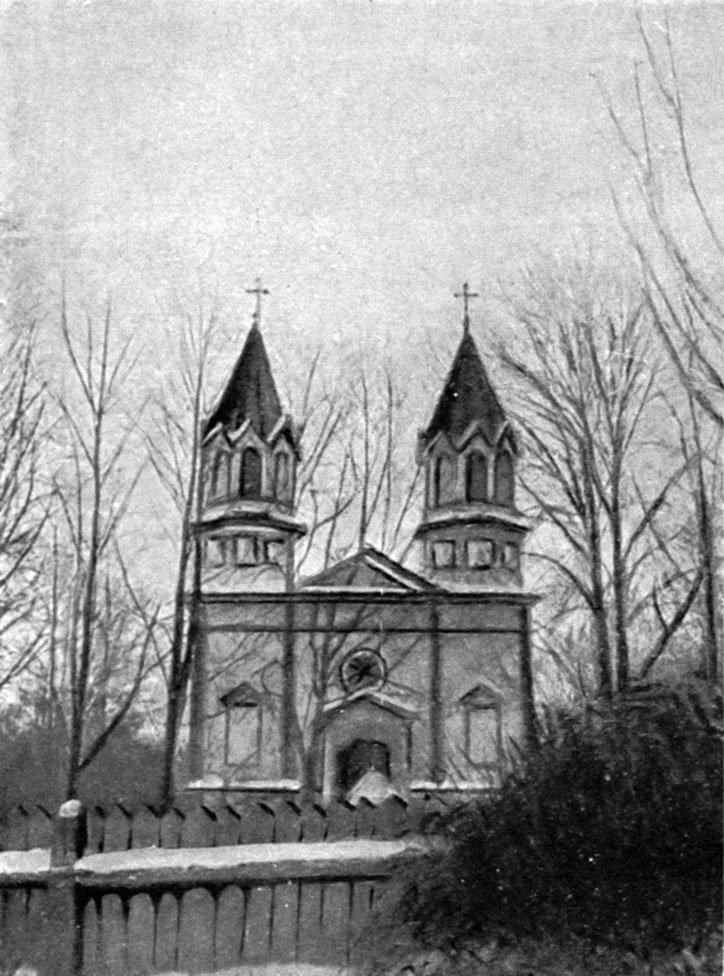
Kościół św. Kazimierza i św. Rafała Archanioła w 1913 r.

## Proboszczowie parafii[2]
| imię i nazwisko            | daty urzędowania |
| -------------------------- | ---------------- |
| Ks. Mateusz Rohozo         | 1810             |
| Ks. Andrzej Zranicki       | –1848            |
| Ks. Jan Jakubowski         | 1848–1849        |
| Ks. Romuald Kiersnowski    | 1852–1876        |
| Ks. Wiktor Sienicki        | 1880             |
| Ks. Mikołaj Bogdanowicz    | 1882–1899        |
| Ks. Jakub Walincewicz      | 1898–1904        |
| Ks. Stanisław Przybyłowicz | 1907             |
| Ks. Stanisław Cybulewicz   | 1908–1919        |
| Ks. Józef Borodziula       | 1919–1920        |
| vacat                      | 1923             |
| Ks. Józef Borodziula       | 1927             |
| Ks. Mieczysław Janczyszyn  | 1997–2000        |
| Ks. Kazimierz Gwozdowicz   | 2000–2001        |
| Ks. Aleh Butkiewicz        | 2001–2003        |
| Ks. Paweł Samsonow         | 2003–2004        |
| Ks. Ignacy Saniuta         | 2004–2005        |
| Ks. Edward Nardowski       | 2005–2006        |
| Ks. Sławomir Samkowicz     | 2006–            |
| Ks. Aleksander Piwowar     |                  |